# Wahlkreis Mainz I
Der Wahlkreis Mainz I (Wahlkreis 27) ist einer von drei Landtagswahlkreisen in Mainz, der Landeshauptstadt von Rheinland-Pfalz. Bis zur Landtagswahl 2016 umfasste er die Stadtteile Altstadt, Neustadt, Oberstadt, Hartenberg-Münchfeld, Laubenheim und Weisenau. Seit der Landtagswahl 2021 umfasst dieser Wahlkreis die Stadtteile Altstadt, Neustadt, Oberstadt und Hartenberg-Münchfeld.

## Veränderung der Mainzer Wahlkreise
Zur Landtagswahl 2011 umfasste der Wahlkreis noch die Stadtteile Altstadt, Neustadt, Oberstadt, Hartenberg-Münchfeld und Mombach. Dadurch werden die Wahlergebnisse von 2011 und davor kaum mit den nachfolgenden vergleichbar sein. Der nördliche Stadtteil Mombach wurde durch den Neuzuschnitt der Mainzer Wahlkreise dem Wahlkreis Mainz II zugeschlagen. Im Gegenzug wurden die südlichen Stadtteile Laubenheim und Weisenau dem Wahlkreis Mainz I zugeteilt. Ein Neuzuschnitt war notwendig, da der Wahlkreis Mainz II mit seinen vorherigen Gebieten die gesetzliche Obergrenze für die maximale Abweichung von der durchschnittlichen Einwohnerzahl eines Wahlkreises überschritten hatte. Die Umsetzung sorgte jedoch für Unzufriedenheit bei manchen Parteien.
Zur Landtagswahl 2021 wurden die Wahlkreise in Mainz wieder neu zugeschnitten: Der Wahlkreis Mainz I umfasst seitdem nur noch die innerstädtischen Ortsbezirke Altstadt, Neustadt, Oberstadt und Hartenberg-Münchfeld.

## Wahl 2021
Bei der Landtagswahl 2021 am 14. März 2021 entfielen im Wahlkreis auf die einzelnen Wahlvorschläge:
| Direktkandidaten        | Partei           | Wahlkreisstimmen in % | Landesstimmen in % |
| ----------------------- | ---------------- | --------------------- | ------------------ |
| Johannes Klomann        | SPD              | 29,2 %                | 32,6 %             |
| Gerd Schreiner          | CDU              | 17,4 %                | 15,9 %             |
| Arne Kuster             | AfD              | 3,3 %                 | 3,4 %              |
| Cornelia Willius-Senzer | FDP              | 4,8 %                 | 5,2 %              |
| Katharina Binz          | Grüne            | 29,6 %                | 23,3 %             |
| Giacomo Focke           | Die Linke        | 5,4 %                 | 5,5 %              |
| Erwin Stufler           | Freie Wähler     | 2,0 %                 | 1,7 %              |
| Bodo Noeske             | Piraten          | 1,5 %                 | 0,8 %              |
| Dagmar Wolf-Rammensee   | ÖDP              | 2,4 %                 | 1,6 %              |
| Maurice Conrad          | Klimaliste       | 4,4 %                 | 3,3 %              |
| –                       | Die PARTEI       | –                     | 1,5 %              |
| –                       | Tierschutzpartei | –                     | 0,9 %              |
| –                       | Volt             | –                     | 4,3 %              |

- Mit Katharina Binz gewann erstmals in der Geschichte des Landes Rheinland-Pfalz eine Abgeordnete der Grünen ein Direktmandat.[5] Über ihre Landeslisten zogen zusätzlich Gerd Schreiner (CDU) und Cornelia Willius-Senzer (FDP) wieder in den Landtag ein. Binz legte ihr Mandat nach ihrer Ernennung zur Ministerin am 18. Mai 2021 nieder. Für sie rückte Daniel Köbler nach.

## Wahl 2016
Bei der Wahl vom 13. März 2016 entfielen im Wahlkreis auf die einzelnen Wahlvorschläge:
| Direktkandidaten                 | Partei       | Wahlkreisstimmen | Landesstimmen |
| -------------------------------- | ------------ | ---------------- | ------------- |
| Johannes Klomann                 | SPD          | 40,3 %           | 41,4 %        |
| Gerd Schreiner                   | CDU          | 24,8 %           | 24,3 %        |
| Daniel Köbler                    | GRÜNE        | 13,6 %           | 12,3 %        |
| Cornelia Willius-Senzer          | FDP          | 5,3 %            | 6,0 %         |
| Tupac Orellana Mardones          | DIE LINKE    | 4,9 %            | 5,0 %         |
| Gerhard Hiemer                   | Freie Wähler | 1,5 %            | 0,9 %         |
| Britta Werner                    | PIRATEN      | 1,3 %            | 1,1 %         |
| Dagmar Wolf-Rammensee            | ÖDP          | 1,9 %            | 1,2 %         |
| Damian Lohr                      | AfD          | 6,5 %            | 7,1 %         |
| Parteien ohne Wahlkreisvorschlag |              |                  | 0,8 %         |

- Über die Landeslisten wurden Gerd Schreiner (CDU; Listenplatz 12), Cornelia Willius-Senzer (FDP; Listenplatz 6), Daniel Köbler (GRÜNE; Listenplatz 2) und Damian Lohr (AfD; Listenplatz 8) gewählt.

Die Wahlbeteiligung lag bei 72,4 % und damit 2 Prozentpunkte über dem Landesdurchschnitt.

## Wahl 2011
Die Ergebnisse der Wahl zum 16. Landtag Rheinland-Pfalz vom 27. März 2011:
| Direktkandidaten                  | Partei    | Wahlkreisstimmen | Landesstimmen |
| --------------------------------- | --------- | ---------------- | ------------- |
| Ulla Brede-Hoffmann               | SPD       | 33,8 %           | 31,3 %        |
| Gerd Schreiner                    | CDU       | 26,6 %           | 25,1 %        |
| Cornelia Willius-Senzer           | FDP       | 3,8 %            | 4,4 %         |
| Daniel Köbler                     | GRÜNE     | 27,0 %           | 29,3 %        |
| Karl Voßkühler                    | DIE LINKE | 3,6 %            | 3,9 %         |
| –                                 | REP       | –                | 1,3 %         |
| Teresa Rebecca Kraft              | ödp       | 1,5 %            | 1,0 %         |
| Christian Huth                    | BüSo      | 0,3 %            | 0,1 %         |
| Antje Krause                      | PIRATEN   | 3,4 %            | 2,5 %         |
| Sonstige                          | –         | 1,2 %            |               |
| Wahlberechtigte: 64.202 Einwohner |           |                  |               |
| Wahlbeteiligung: 62,2 %           |           |                  |               |

- Direkt gewählt wurde Ulla Brede-Hoffmann (SPD).[8] Am 1. April 2015 rückte Johannes Klomann für die ausgeschiedene Abgeordnete nach.[9]
- Über die Landeslisten wurden Gerd Schreiner (CDU; Listenplatz 17) und Daniel Köbler (GRÜNE; Listenplatz 2) gewählt.[10]

## Wahl 2006
Die Ergebnisse der Wahl zum 15. Landtag Rheinland-Pfalz vom 26. März 2006:
| Direktkandidaten                  | Partei   | Wahlkreisstimmen | Landesstimmen |
| --------------------------------- | -------- | ---------------- | ------------- |
| Ulla Brede-Hoffmann               | SPD      | 42,6 %           | 48,6 %        |
| Gerd Schreiner                    | CDU      | 27,7 %           | 24,2 %        |
| Susanne Glahn                     | FDP      | 7,7 %            | 8,0 %         |
| Tabea Rößner                      | GRÜNE    | 14,3 %           | 10,7 %        |
| Mathias Faber                     | REP      | 4,0 %            | 3,5 %         |
| Martin Pächer                     | ödp      | 1,3 %            | 0,7 %         |
| Annemarie Erb                     | WASG     | 2,3 %            | 2,4 %         |
| –                                 | Sonstige | –                | 2,0 %         |
| Wahlberechtigte: 61.318 Einwohner |          |                  |               |
| Wahlbeteiligung: 57,2 %           |          |                  |               |

- 2006 wurde Ulla Brede-Hoffmann (SPD) direkt gewählt.[13]
- Gerd Schreiner (CDU) wurde über die Landesliste (Listenplatz 17) in den Landtag gewählt.[13]

## Wahlkreissieger
| Wahl | Name                | Partei | Stimmenanteil |
| ---- | ------------------- | ------ | ------------- |
| 1991 | Ursula Distelhut    | SPD    | 46,4 %        |
| 1996 | Ulla Brede-Hoffmann | SPD    | 39,3 %        |
| 2001 | Ulla Brede-Hoffmann | SPD    | 45,5 %        |
| 2006 | Ulla Brede-Hoffmann | SPD    | 42,6 %        |
| 2011 | Ulla Brede-Hoffmann | SPD    | 33,8 %        |
| 2016 | Johannes Klomann    | SPD    | 40,3 %        |
| 2021 | Katharina Binz      | Grüne  | 29,6 %        |